# Гальванический анод

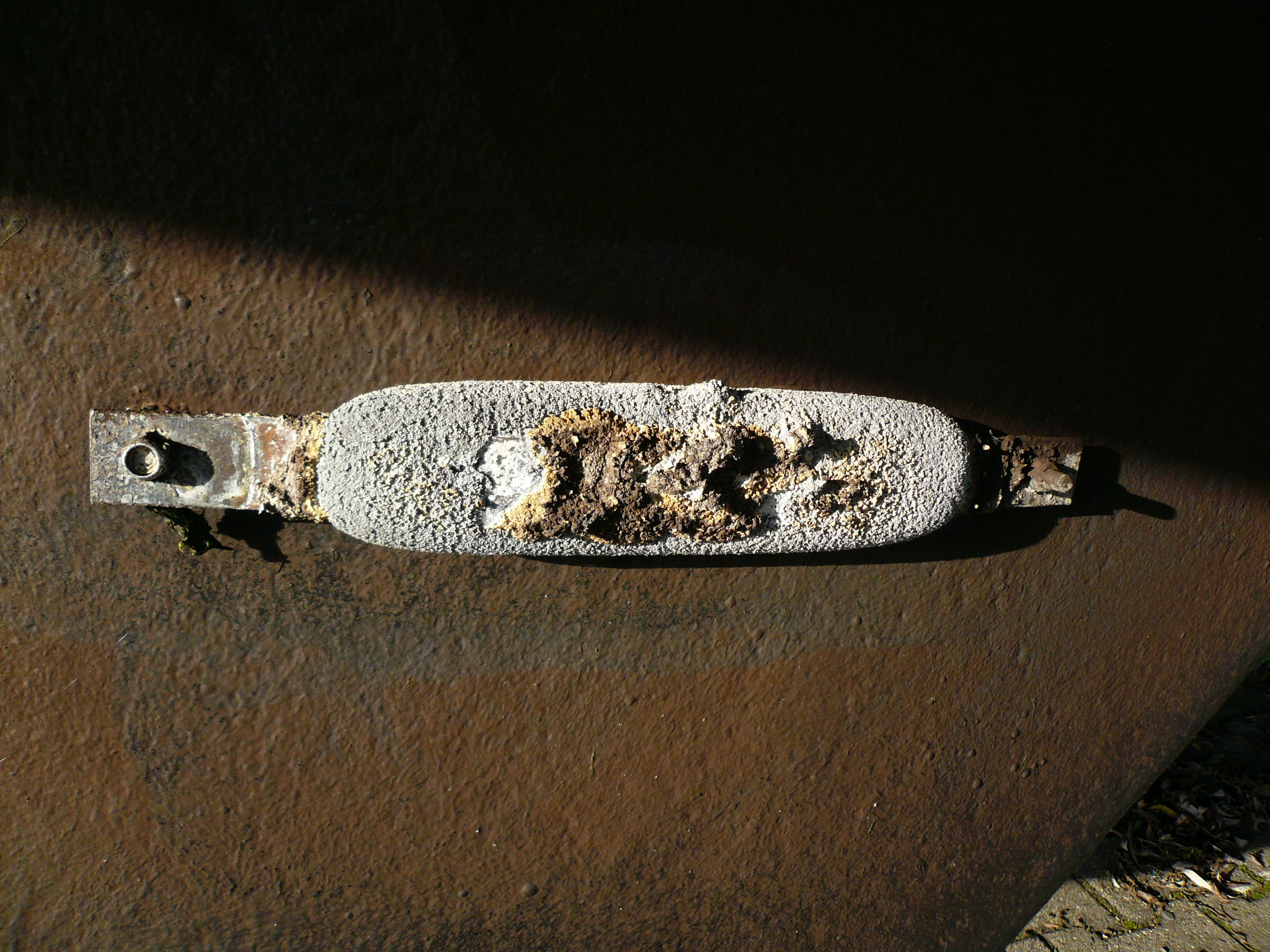
Пример гальванического анода на корпусе корабля.

Гальванический анод является основным компонентом системы гальванической катодной защиты, используемой для защиты подземных или подводных металлических конструкций от коррозии. 
Они сделаны из металлического сплава с более «активным» напряжением (больший отрицательный восстановительный потенциал / больший положительный электрохимический потенциал ), чем металл структуры.  Разница в потенциале между двумя металлами означает, что гальванический анод корродирует, так что материал анода расходуется в большей степени, чем конструкция. 
Потеря материала анода приводит к появлению альтернативного названия жертвенного анода. 

## Теория
Вкратце, коррозия - это химическая реакция, происходящая по электрохимическому механизму ( окислительно-восстановительная реакция ).   Во время коррозии происходят две реакции: окисление, когда электроны покидают металл (и приводит к фактической потере металла), и восстановление, где электроны используются для превращения воды или кислорода в гидроксиды. 
{\displaystyle {\mathsf {Fe\longrightarrow \ Fe^{2+}+2e^{-};}}}
{\displaystyle {\mathsf {O_{2}+2H_{2}0+4e^{-}\longrightarrow \ 4OH^{-};}}}
{\displaystyle {\mathsf {2H_{2}O+2e^{-}\longrightarrow \ H_{2}+2OH^{-};}}}
В большинстве сред гидроксид-ионы и ионы двухвалентного железа образуют гидроксид двухвалентного железа , который в конечном итоге становится хорошо знакомой коричневой ржавчиной: 
{\displaystyle {\mathsf {Fe^{2+}+2OH^{-}\longrightarrow \ Fe(OH)_{2};}}}
Когда происходит коррозия, происходят реакции окисления и восстановления, и на поверхности металла образуются электрохимические элементы, так что некоторые области становятся анодными (окисление), а некоторые — катодными (восстановление).  Электроны текут из анодных областей в электролит по мере коррозии металла.  И наоборот, когда электроны текут из электролита в катодные зоны, скорость коррозии уменьшается.   (Поток электронов находится в направлении, противоположном потоку электрического тока ). 
По мере того как металл продолжает корродировать, локальные потенциалы на поверхности металла будут меняться, а анодная и катодная области будут меняться и двигаться.  В результате в черных металлах по всей поверхности образуется общее покрытие из ржавчины, которое в конечном итоге будет поглощать весь металл.  Это скорее упрощенный взгляд на процесс коррозии, потому что он может происходить в нескольких различных формах. 
Катодная защита работает, вводя другой металл (гальванический анод) с гораздо более анодной поверхностью, так что весь ток будет течь от введенного анода, и металл, который должен быть защищен, станет катодным по сравнению с анодом.  Это эффективно останавливает реакции окисления на поверхности металла, передавая их на гальванический анод, который будет принесен в жертву в пользу защищаемой конструкции. 
Чтобы это работало, между анодом и защищаемым металлом (например, проволокой или прямым контактом) должен быть путь электронов, а также путь ионов между окислителем (например, водой или влажной почвой) и анодом, и между окислителем и металлом, подлежащему защите, таким образом образуя замкнутый контур; поэтому простое приклеивание части активного металла, такого как цинк, к менее активному металлу, такому как мягкая сталь, в воздухе (плохой проводник и, следовательно, отсутствие замкнутой цепи) не обеспечит никакой защиты.

## Анодные материалы

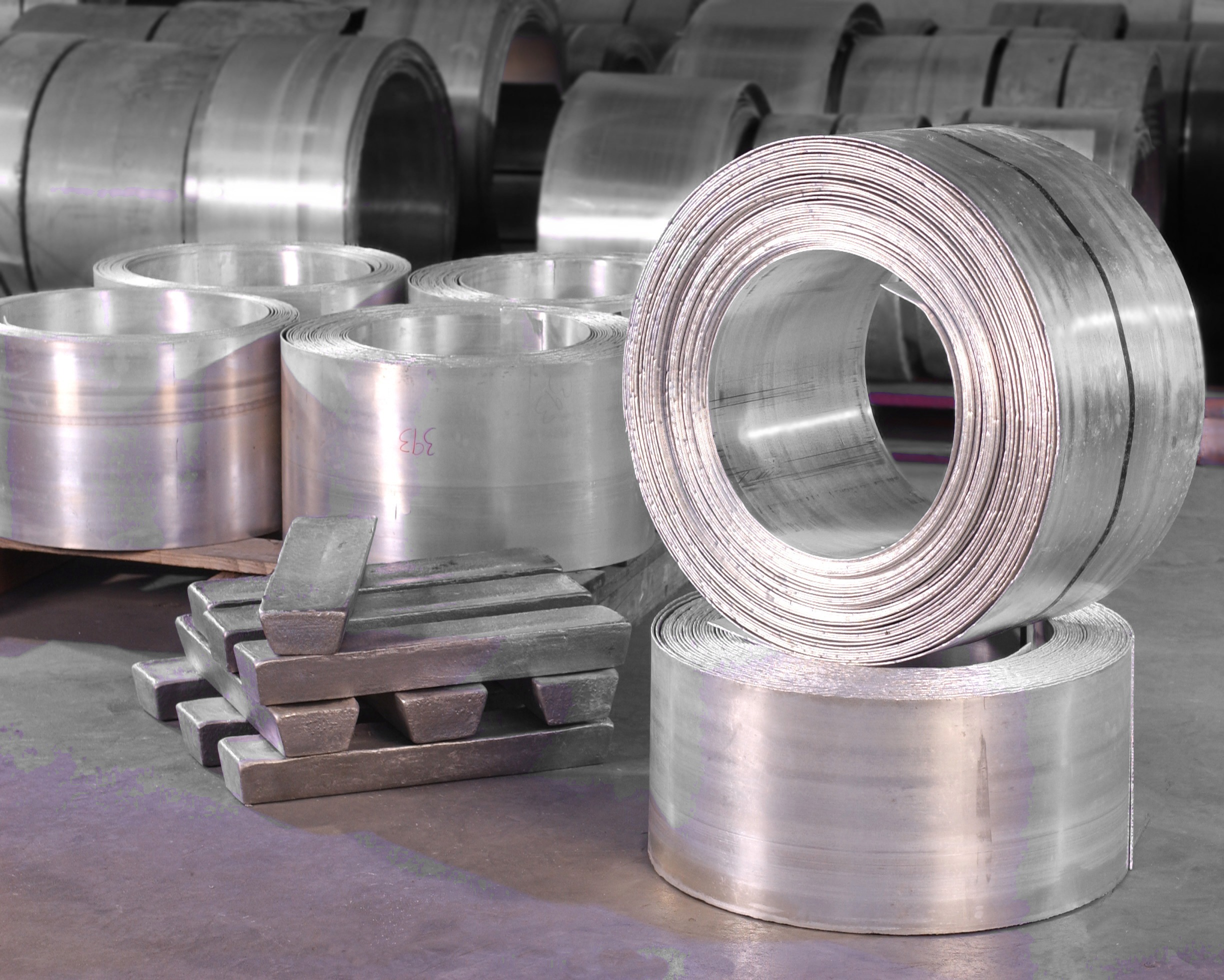
Магний. В качестве гальванических анодов используются три основных металла: магний, алюминий и цинк.

В качестве гальванических анодов используются три основных металла: магний, алюминий и цинк.
В качестве гальванических анодов используются три основных металла: магний, алюминий и цинк. Все они доступны в форме блоков, прутов, листов или штампованной ленты. Каждый материал имеет свои преимущества и недостатки.

## Стандарты
ГОСТ 26251-84 Протекторы для защиты от коррозии. Технические условия
Р 154-77 Рекомендации по протекторной защите днищ стальных резервуаров от коррозии вызываемой дренажной водой. И технология монтажа протекторов в действующих резервуарах

## Заметки
1. ↑  Shrier 10:4
2. ↑  Peabody p.2
3. ↑  Shrier 3:4
4. ↑  Peabody p.21
5. ↑  Shrier 1:2
6. ↑  Shrier 10:29